# Flur (Gelände)

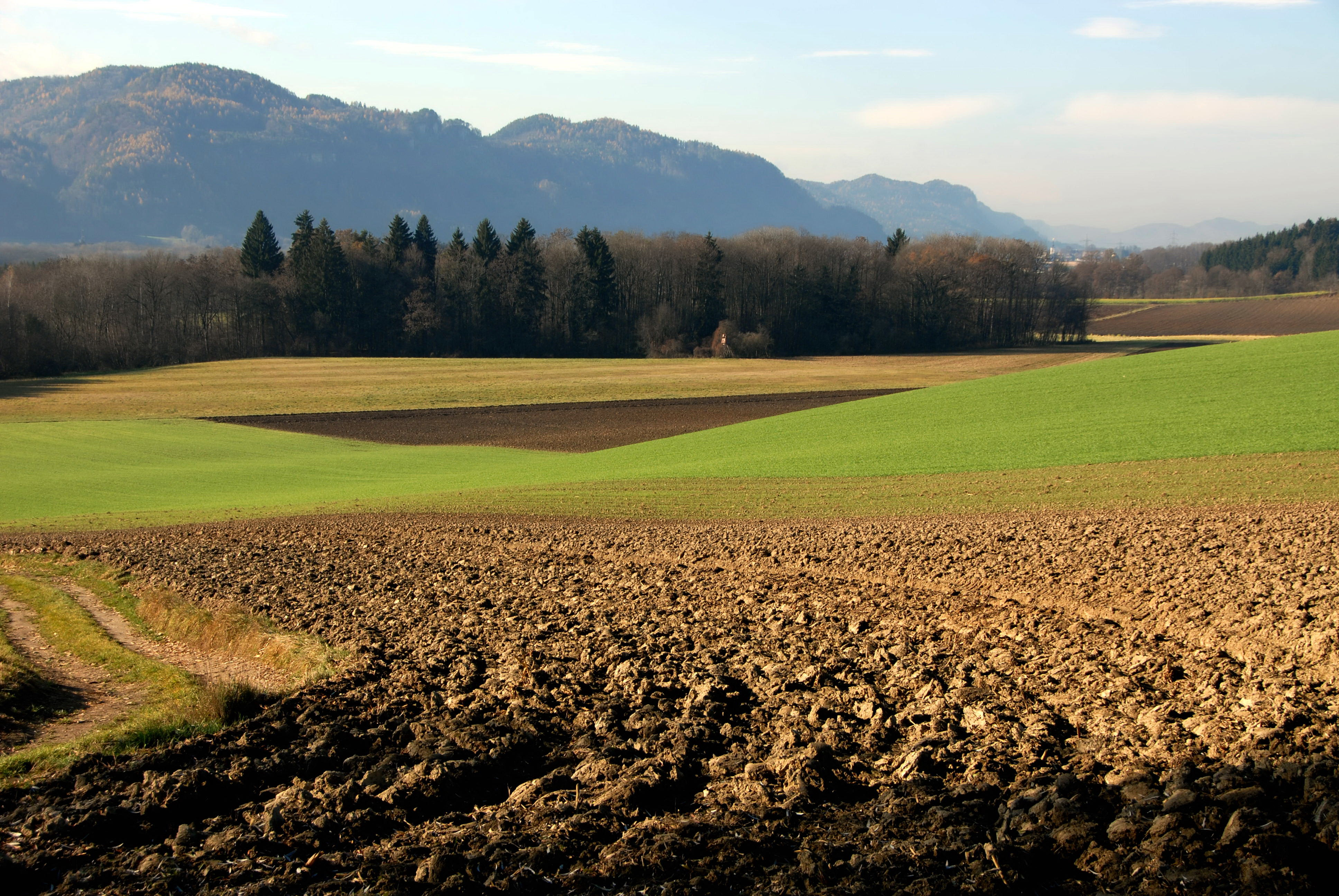
Flur im Gemeindegebiet Grafenstein

Die Flur, baurechtlich auch Freiland, ist in ihrer alten Bedeutung ein Synonym für die Landschaft, heute speziell das offene Gelände an sich, in Abgrenzung zum Wald (Offene Flur, daher auch der Ausdruck „in Wald und Flur“), und umfasst das landwirtschaftlich genutzte Land und diverse Formen des Brachlands. Man spricht auch von Grünland oder Grünfläche, das bezeichnet aber nicht die Flur im Allgemeinen, sondern allgemein (bestandenes) Ackerland und spezieller Wiese oder Rasen, auch im bebauten Gebiet.

## Geschichte

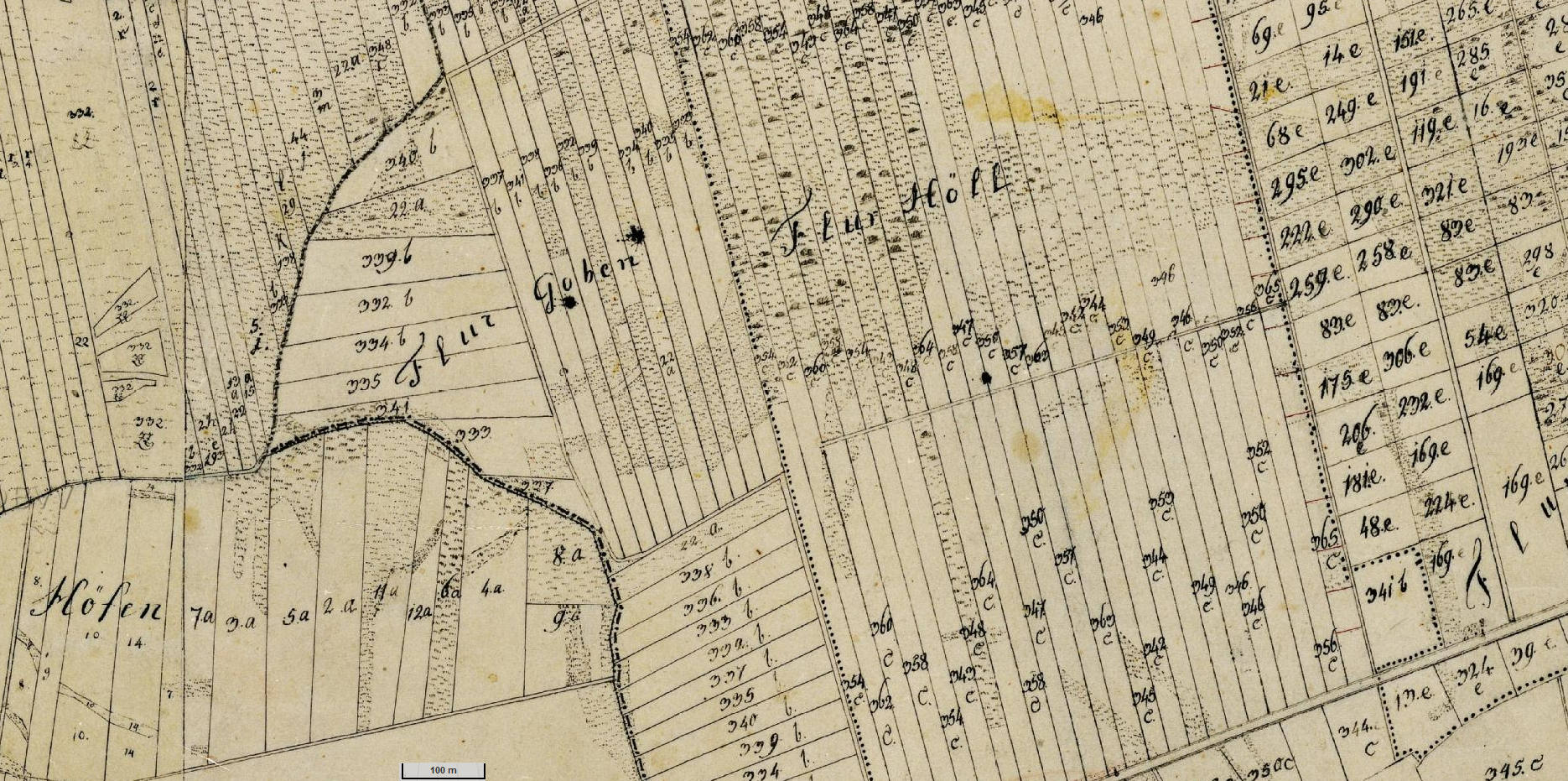
Historische Flurkarte der Bayerischen Landesaufnahme mit Flurgrenzen (Block- und Langstreifenflur)

Ursprünglich bezog sich die Bezeichnung auf die gesamte nicht besiedelte Landschaft. Von dieser etymologisch älteren Verwendung leitet sich der Begriff Flurname oder Flurbezeichnung für den Eigennamen eines kleinräumigen Landschaftsteils ab (beispielsweise Namen einzelner Wiesen und Acker, Namen kleiner Geländeformationen wie Anhöhen und Senken, und des Bewuchses, etwa Wälder), oder der Begriff Flurschaden. In diesem Sinne ist er im Vermessungswesen noch in Gebrauch, und im rechtlichen Begriff der Freilandstraße erhalten.
Später engte sich die Flur aber auf das Konzept Freiland ein, also nicht bebautes und nicht waldbestandenes, offenes Gelände – wie in der altertümlichen Bezeichnung „in Wald und Flur“ der Naturkunde (hier Flur als Offenland im Gegensatz zum Wald). Die Wortbedeutung blieb aber immer in der Nähe des Begriffs der Kulturlandschaft. Hier zeigte sich die Flur durch Forste und Raine, Wege und Wasserläufe, und die Bebauungsformen, sowie Ödland (Unland) gegliedert.
Dort, wo der Landwirt freier Bauer war, spätestens aber seit Ende des Feudalismus und Großgrundbesitzes, ging die Bezeichnung dann auf agrarische Grundstücke, die landwirtschaftliche Nutzfläche eines Siedlungs- und Wirtschaftsverbandes – das Flurstück – selbst über: Dort bezeichnet Flur(-stück) die parzellierte landwirtschaftliche Nutzfläche. Je nach Form der Parzelle bewirtschafteter Flächen werden die Flurformen unterschieden: Aus der Kombination der Bewirtschaftsform und Parzellenformen ergeben sich die Bezeichnungen der Flurtypen, wie etwa Blockflur, Streifenflur, Streifengewannflur, Langstreifengewannflur (bei sehr langen Streifen) usw.
Allmenden oder Gemeine Marken befinden sich in Gemeinschafts- oder Genossenschaftsbesitz. Sie werden in Bezug auf letzteres auch nicht den Fluren zugerechnet. Ähnliches gilt für das Freiland des Alpinen Raumes, die Almen/Alpen.
Fluren waren Untergliederungen („Unterabteilung“) der Steuergemeinden, die flächenmäßig abgegrenzt waren.

## Bräuche in Zusammenhang mit Fluren und Flurstücken
Flurumgang ist der Name einer rituellen Begehung eines Flurstücks, die von der Kirche im Mittelalter zur Flurprozession („Bittprozession“) für das Gedeihen der Felder umgeformt wurde. Er diente rechtlich zur gegenseitigen nachbarschaftlichen Bestätigung von Flur- und Gemeindegrenzen (siehe auch Grenzgang). Wegmarken und Grundstücksbegrenzungen wurden durch Gedichte, Verse eingeprägt.
Auch der Palmbuschen, in die Mitte des Flurstücks gesetzt, markiert im katholischen Brauchtum im Frühjahr Segen, wie auch Besitzrecht und die Absichten, wie das Flurstück in der kommenden Saison bebaut wird.